# 武尊 (お笑い芸人)
がんばれ！ぶそんくん（1987年10月18日 - ）は、日本のお笑い芸人。身長152cm、体重52kg。TWIN PLANET所属。かつてはSMA HEET PROJECT、ワタナベエンターテインメントに所属していた。旧芸名、武尊（ぶそん）。お笑いコンビ「ハイプライド」のメンバー。
福岡県出身。九州大学法学部卒業。
FMうらやすで『お笑い芸人武尊のラジオ100%』 のメインパーソナリティ。

## 経歴
久留米大附設中学校入学、同高等学校卒業（英留学も経験）。九州大学法学部卒業というエリートコースを経て、ワタナベコメディスクールに16期生として入学し、お笑い芸人になった。
2024年に白石祐馬と「ハイプライド」を結成。

## 人物
芸風は、非常にいい滑舌を生かした話術と小柄な体格を生かした動きで笑いを取るスタイル。特にテンドンを用いるネタが得意。
素人時代からインターネットラジオやYouTube等で自身のネタを配信していた。
立川談志を敬愛している。
学生時代は、落語研究会に所属しており、高座名は六松亭どらごん。また「ちえのわ」というコンビを組んでいた。
2009年にテレビ西日本で放送された「お笑いスカウトバトル」というオーディション番組に「踝」というコンビで出場している。結果は本人曰く2位。
おほしんたろう（ワタナベエンターテインメント九州支部所属）と大学時代に同じサークルだったため面識がある。おほしんたろうは、前述の「お笑いスカウトバトル」に出場し優勝している。
2013年7月に開催された若手お笑い芸人による「お笑い軍資金LIVE Vol.2」において、今月の1位となった。
好きな球団は埼玉西武ライオンズである。
好きな歌手はファンキーモンキーベイビーズである。
学生時代から「武尊は百歩譲った。」というブログを書いている。日々の出来事を綴る日記ではなく思いついたアイデアを書く随筆である。学生時代は毎日更新していたが、プロ転身後は告知があるときだけ更新する程度となった。
アマチュア時代、FBS福岡放送の「ナチコラル学園」に出演しようとオーディションを数回受けたが全て落ちた。それでも諦めずにオーディションを受け続けた所、努力賞として出演できた。その時のネタは、「逆立ちができる男」というネタで、上半身にズボン、下半身にシャツを着用しそのまま起立をするというものだった。
R-1ぐらんぷり2015においては、2回戦に進出している。なお、翌年のR-1ぐらんぷり2016では1回戦敗退。
プロボクシング現WBA・WBO女子世界アトム級統一王者で元WBC女子世界ミニフライ級王者の黒木優子は海洋少年団時代の後輩であり家庭教師として教えたこともある。また、黒木の試合でMCを担当したこともある。